# Municipio de St. Joseph (Míchigan)

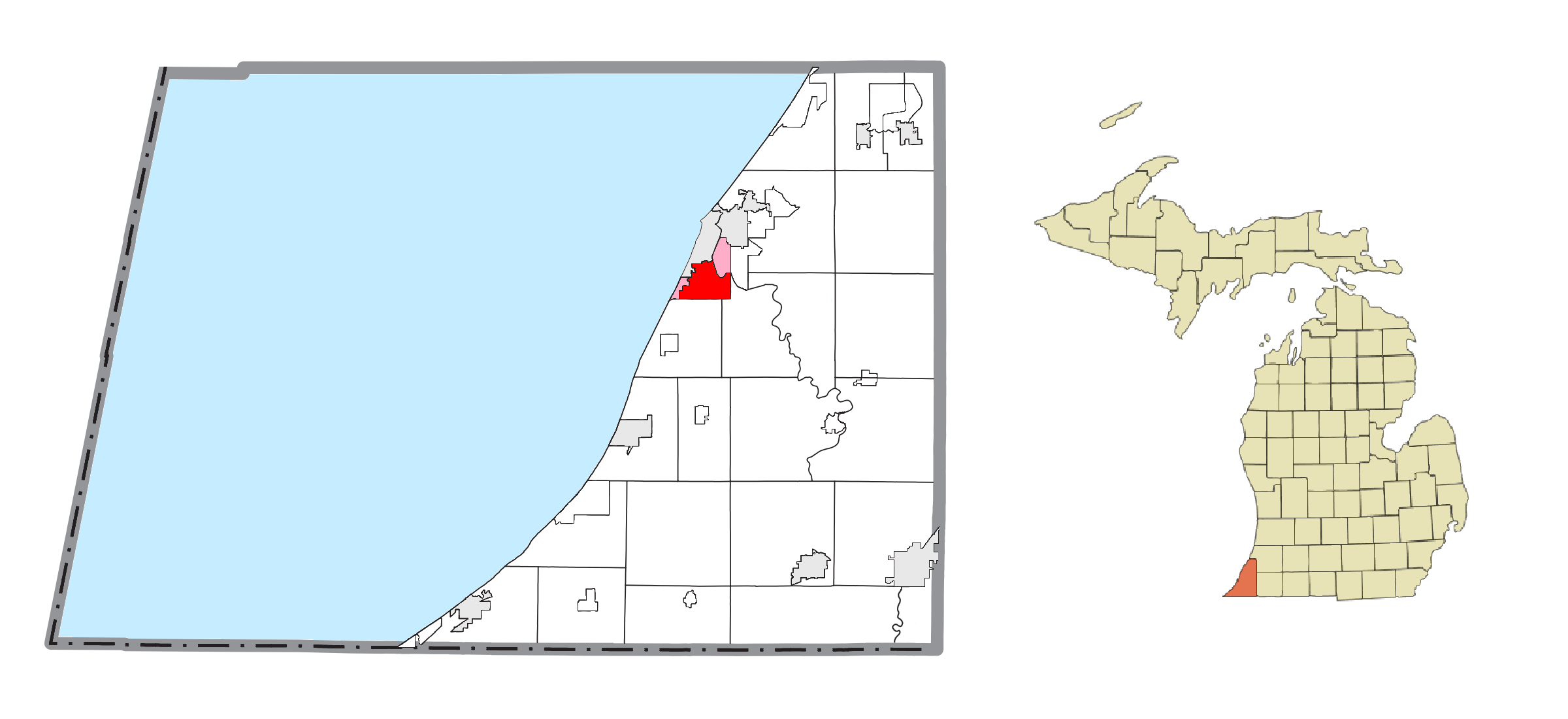
S. Joseph Carter Township

El municipio de St. Joseph (en inglés: St. Joseph Township) es un municipio ubicado en el condado de Berrien en el estado estadounidense de Míchigan. En el año 2010 tenía una población de 10028 habitantes y una densidad poblacional de 555,82 personas por km².

## Geografía
El municipio de St. Joseph se encuentra ubicado en las coordenadas 42°4′8″N 86°28′47″O / 42.06889, -86.47972. Según la Oficina del Censo de los Estados Unidos, el municipio tiene una superficie total de 18.04 km², de la cual 17.22 km² corresponden a tierra firme y (4.57%) 0.82 km² es agua.

## Demografía
Según el censo de 2010, había 10028 personas residiendo en el municipio de St. Joseph. La densidad de población era de 555,82 hab./km². De los 10028 habitantes, el municipio de St. Joseph estaba compuesto por el 81.56% blancos, el 13.3% eran afroamericanos, el 0.27% eran amerindios, el 2.62% eran asiáticos, el 0.01% eran isleños del Pacífico, el 0.64% eran de otras razas y el 1.6% pertenecían a dos o más razas. Del total de la población el 2.43% eran hispanos o latinos de cualquier raza.